# Кемп, Линдси
Линдси Кемп (англ. Lindsay Kemp; 3 мая 1938, Саут-Шилдс, Англия — 25 августа 2018) — британский танцор, актёр, педагог, артист-мим и хореограф.

## Биография
Кемп родился 3 мая 1938 года, в г. Саут-Шилдс (Англия). Вырос в Йоркшире, где посещал Брэдфордское Художественное Училище (англ. Bradford Art College), прежде чем начал изучать хореографию с Хильде Хольгером (англ. Hilde Holger) и пантомиму с Марселем Марсо.
Кемп сформировал свою собственную танцевальную труппу в начале шестидесятых годов и впервые привлек к себе внимание с появлением на Эдинбургском фестивале, в 1968 году. Кейт Буш и Дэвид Боуи были студентами Кемпа и, недолго, участниками его труппы, Боуи — как исполнитель, Буш — как помощница гардеробщика.
В начале 1970-х годов Кемп был популярным и вдохновляющим преподавателем танца/пантомимы, он регулярно проводил двух с половиной часовые тренинги в «Dance Centre» на Флорал-стрит, Ковент-Гарден.
Стиль сценических выступлений Кемпа, был сочетанием буто, пантомимы, бурлеска, драга и мюзик-холла; в разное время его описывали, как захватывающий, красочный и потакающий своим слабостям, редко остававшийся без внимания критиков и случайных слушателей. Среди его спектаклей были: Pierrot In Turquoise, Turquoise Pantomime, Crimson Pantomime, Clowns, Legends, Flowers, Salome, Mr Punch’s Pantomime, A Midsummer Night’s Deam, Duende, Nijinsky The Fool, Facade, The Big Parade, Alice, Onnagata, Cinderella, Varieté, Dream Dances, а среди балетов: Parades Gone By (1975) и Cruel Garden (1977). Кемп был постановщиком хореографии для Дэвида Боуи и его группы в лондонском Rainbow Theatre, во время тура в поддержку альбома Ziggy Stardust, в августе 1972 года (один из концертов был срежиссирован документалистом Донном Аланом Пеннибэйкером, и вышел под названием «Ziggy Stardust and the Spiders from Mars»). Вместе с Джеком Биркеттом, он снялся в клипе Боуи на песню «John, I'm Only Dancing» (реж. Мик Рок). Кемп сыграл роль второго плана, в короткометражном фильме Кейт Буш «Линия, крест и кривая» (1994). Также среди его работ в кино были: роль танцовщика в фильме «Себастьян» (1976) и исполнителя кабаре в картине «Юбилей» (1977), роль мима в фильме «Бархатная золотая жила» (1998) и владельца паба в картине «Плетёный человек» (1973).
Проживал в Риме. Преподавал до последнего дня. Скончался вечером в пятницу, 25 августа 2018 года, внезапно, после репетиции со своими студентами. Об этом в воскресенье сообщила газета The Independent.
«Мне невероятно посчастливилось учиться у него, работать с ним и проводить с ним время, — приводит корпорация слова Кейт Буш. — Я очень любила его и буду по нему скучать. Спасибо, дорогой Линдси».

## Фильмография
| Год  |   | Русское название         | Оригинальное название           | Роль              |
| ---- | - | ------------------------ | ------------------------------- | ----------------- |
| 1970 | ф | «Любовницы-вампирши»     | The Vampire Lovers              | Jester            |
| 1972 | ф | «Дикий мессия»           | Savage Messiah                  | Angus Corky       |
| 1973 | ф | «Плетёный человек»       | The Wicker Man                  | Alder MacGregor   |
| 1974 | ф | «The Stud»               | The Stud                        | Topstar           |
| 1976 | ф | «Себастьян»              | Sebastiane                      | Танцор            |
| 1977 | ф | «Юбилей»                 | Jubilee                         | Cabaret performer |
| 1977 | ф | «Валентино»              | Valentino                       |                   |
| 1987 | ф | «Italian Postcards»      | Italian Postcards               |                   |
| 1993 | ф | «Линия, крест и кривая»  | The Line, the Cross & the Curve | Guide             |
| 1998 | ф | «Бархатная золотая жила» | Velvet Goldmine                 | Pantomime Dame    |

| Телевидение | Телевидение       | Телевидение               | Телевидение | Телевидение |
| Год         | Название          | Анг. название             | Роль        |             |
| ----------- | ----------------- | ------------------------- | ----------- | ----------- |
| 1985        | Сон в летнюю ночь | A Midsummer Night’s Dream | Puck        |             |

- Появлялся в качестве гостя на испанском ТВ-шоу La Mandrágora в 2005 и 2006 годах.